# Alzadasaurinae
Sous-famille
Les Alzadasaurinae forment une sous-famille fossile de plésiosaures de la famille des Elasmosauridae. 

## Historique
La sous-famille des Alzadasaurinae est décrite en 1962 par le paléontologue américain Samuel Paul Welles,.

### Fossiles
Selon Paleobiology Database en 2024, la sous-famille des Alzadasauronae a trois collections référencées de fossiles. Ces collections sont du Turonien inférieur au Campanien supérieur du Crétacé supérieur, c'est-à-dire datent de 93,5 à 70,6 Ma avant notre ère.

### Répartition
Ces trois collections sont réparties entre les deux pays suivants, deux collections aux États-Unis au Kansas et au Montana, et une collection au Canada dans les Territoires du Nord-Ouest.

## Liste des genres
Selon Paleobiology Database en 2024, le nombre de genres référencés est de deux :
- †Alzadasaurus Welles, 1943
- †Ogmodirus Williston & Moodie, 1913

### Publication originale
- [1962] (en) S. P. Welles, « A new species of elasmosaur from the Aptian of Colombia and a review of the Cretaceous plesiosaurs », University of California Publications in Geological Sciences, vol. 44, no 1,‎ 1962, p. 1-96.